# Söderströmsbron
Söderströmsbron är en tunnelbanebro över Söderström i Stockholm. Bron invigdes 1957 och nyttjas av Stockholms tunnelbana. Bron trafikeras av Röda och Gröna linjen och är en av de mest trafikerade sträckorna i hela kollektivtrafiksystemet i Stockholm.

## Historik

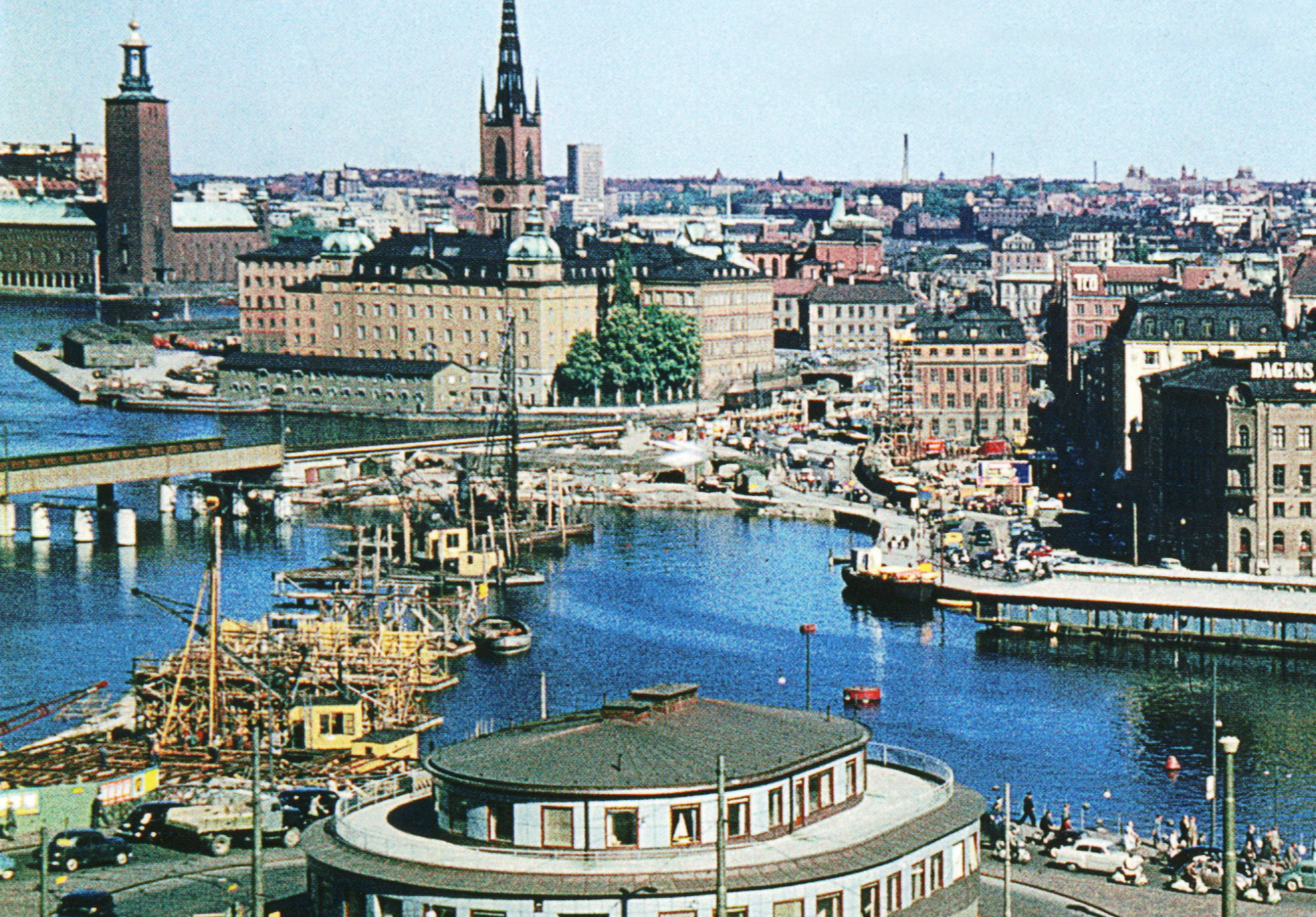
Bron under uppförande, sommaren 1956.

Söderströmsbron är cirka 280 meter lång och 20 meter bred och sträcker sig mellan  tunnelbanestationerna Slussen och Gamla stan. Med bron, som invigdes den 24 november 1957, kom en viktig pusselbit på plats för att kunna knyta samman tunnelbanans norra grenar med de södra grenarna. Bron trafikeras av Röda och Gröna linjen med cirka 330 000 resor dagligen (2014).
Bron består av sammanlagt sex broar, två stålbroar (norra delen) och fyra betongbroar (södra delen). Den norra delen, som sträcker sig över Söderström har en broöverbyggnad av stålbalkar som vilar på tredubbla, skivformade bropelare av betong. Det största spannet har en spännvidd på 21,2 meter och den segelfria höjden är 4,6 meter. Mot norr och stationen Gamla stan minskar höjden. Den södra delen, som går över Söder Mälarstrand, har en broöverbyggnad av betong som bärs upp av runda betongpelare. Grundläggningen består av träpålar och stålrörspålar. På bron ligger fem spår och flera växlar.  
Bron är enda möjliga platsen i tunnelbanan där gröna och röda linjen kan korsa varandra. Spåret i mitten, det så kallade C-spåret, var från början tänkt att användas för uppställning av tåg, men så blev det inte.  Sölvesborgsföretaget Stål & Rörmontage AB som bland annat tillverkat Sölvesborgsbron har år 2017 nytillverkat de fyra tunnelbanebroarna som utgör bron.
Strax väster om Söderströmsbron ligger Centralbron för fordons- och tågtrafik. Öster om Söderströmsbron planerar Stockholms stad en gång- och cykelbro, som skall uppföras i Projekt Slussen.

## Historiska bilder

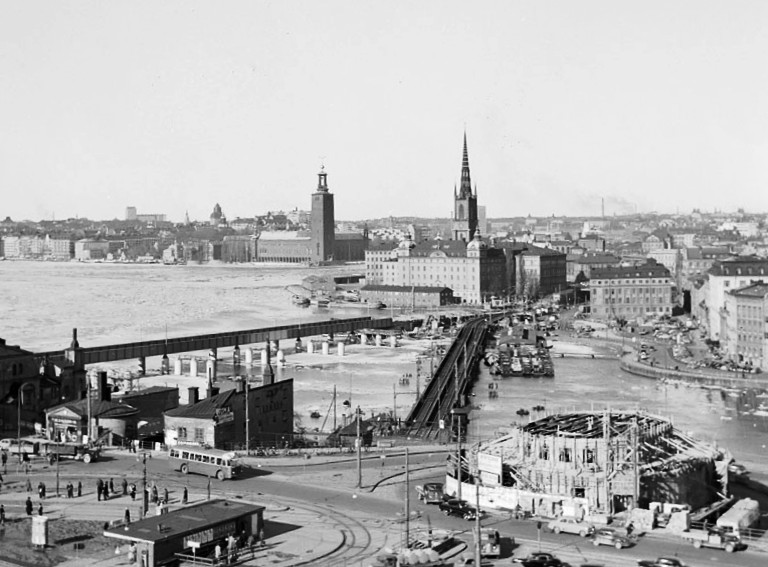
1951
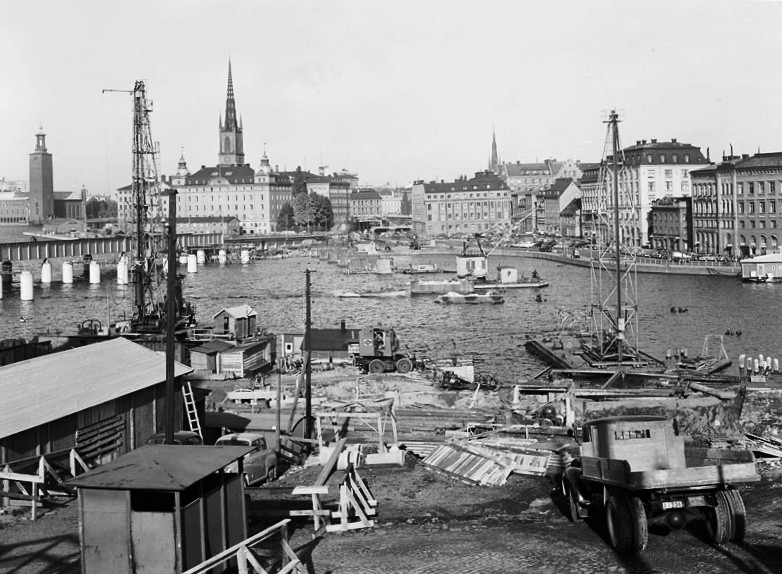
1954
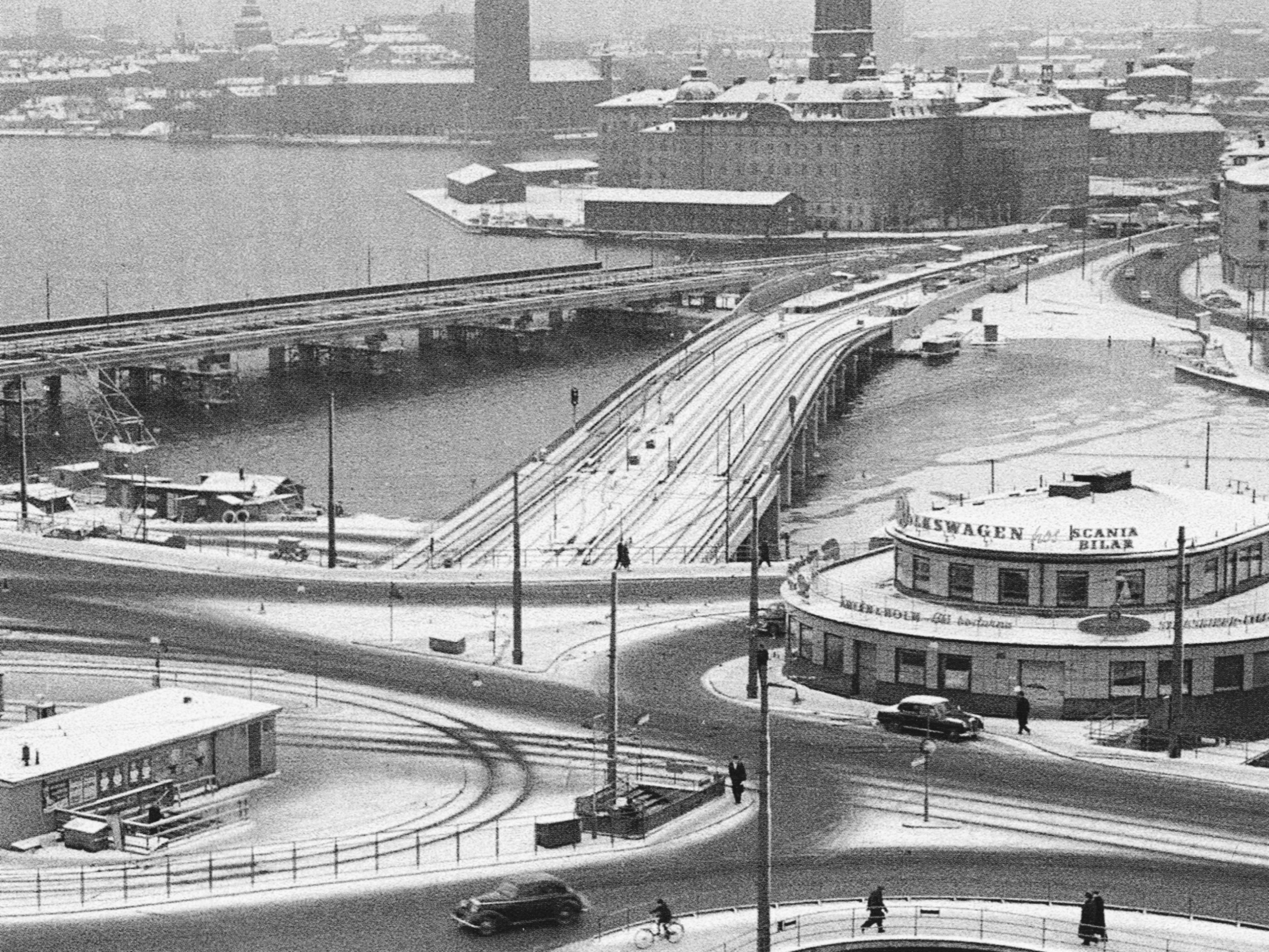
1956
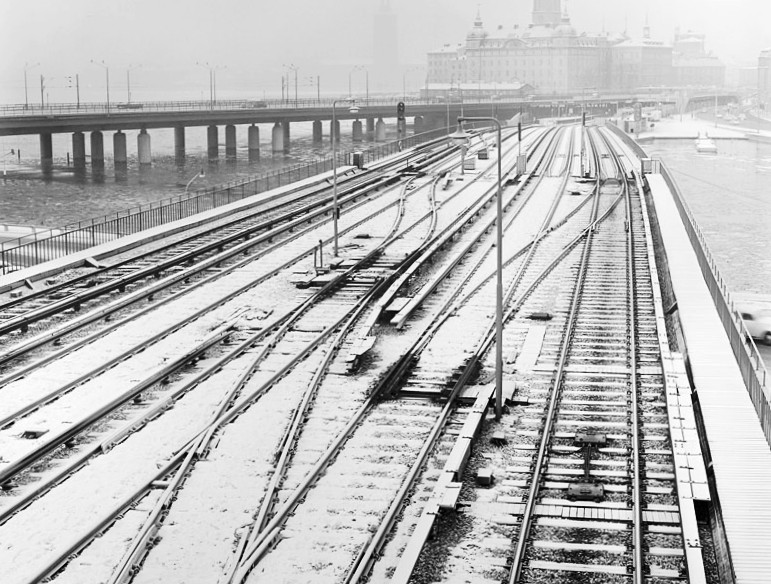
1961

## Nutida bilder

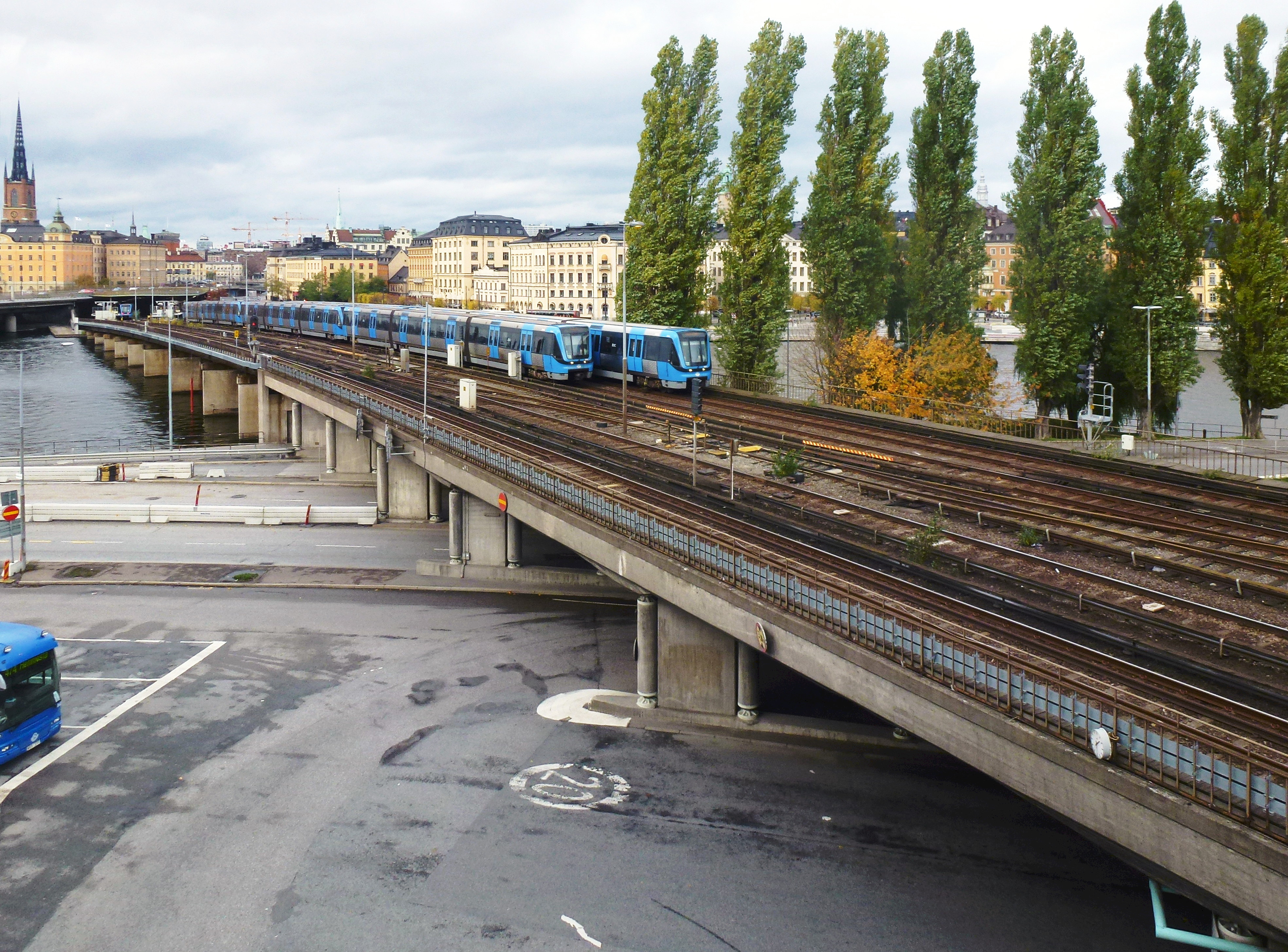
Hela bron sedd från Slussen
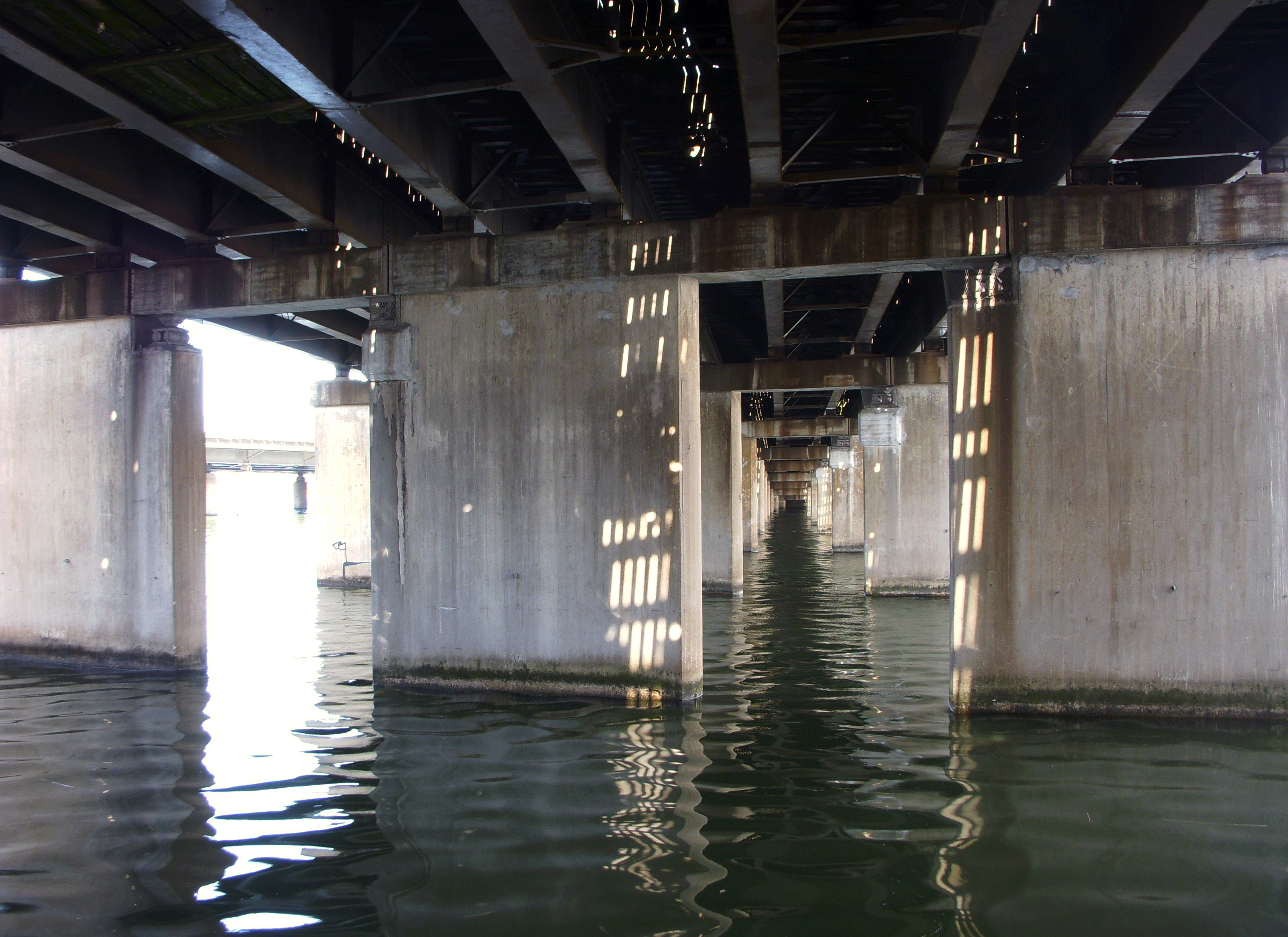
Under bron, vy mot norr
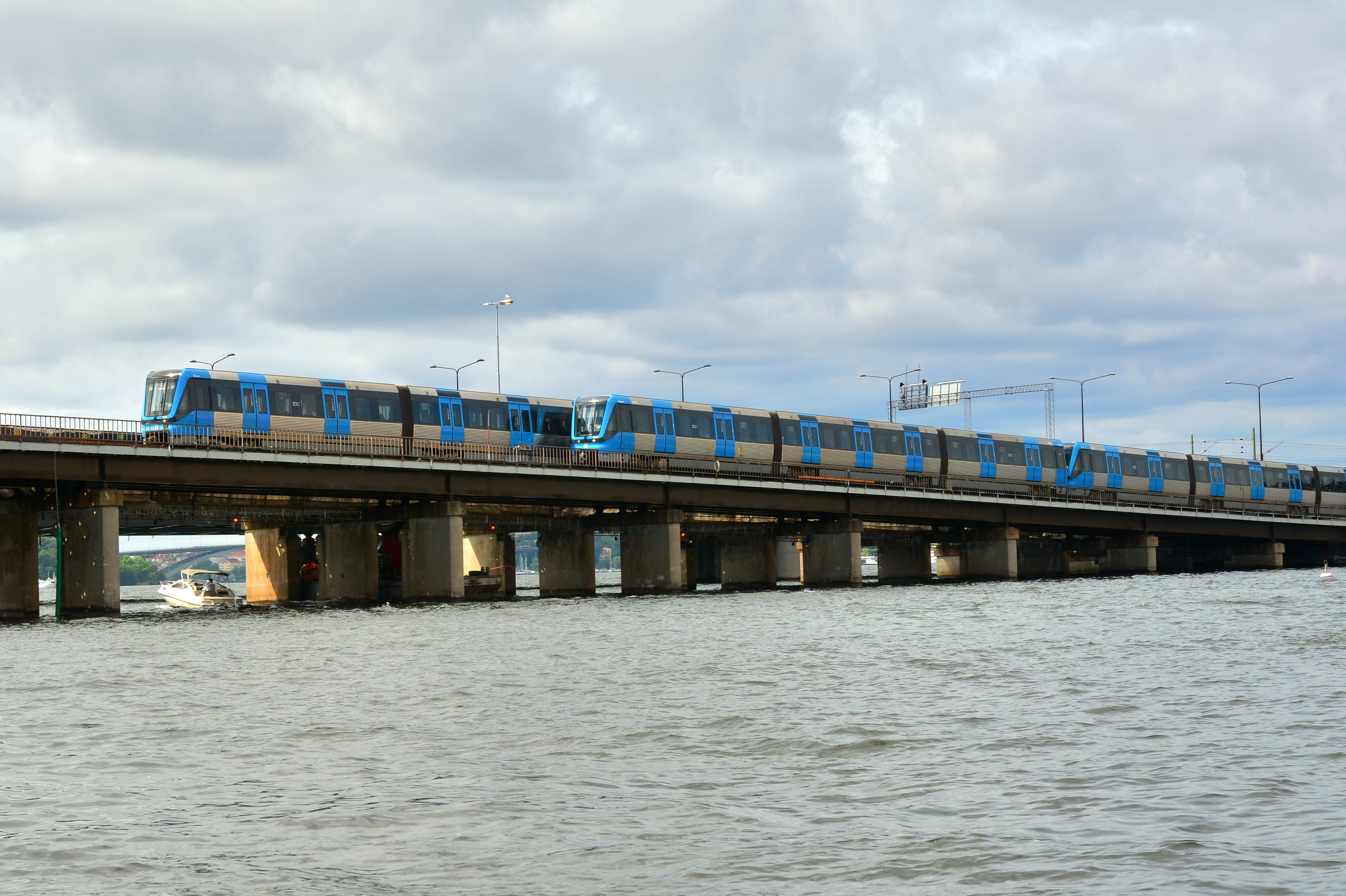
Bron från öst
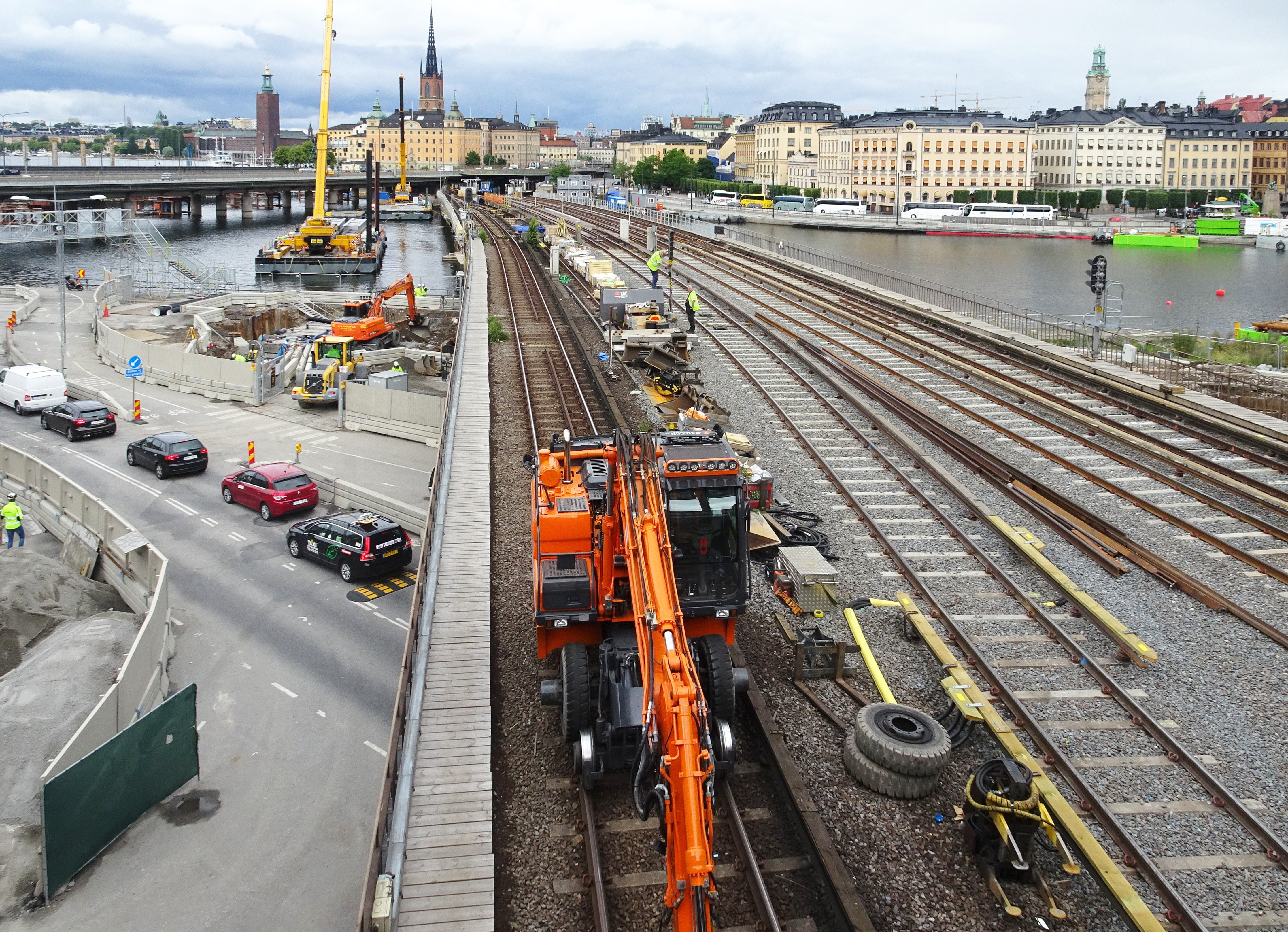
Upprustning av bron 2019

## Upprustning
Söderströmsbron var hårt slitna och en teknisk upprustning genomfördes under åren 2015 till 2019.  Arbetet bedrevs huvudsakligen sommartid. Investeringen var cirka 200 miljoner kronor.